# Beaver Ponds Boardwalk
Pour les articles homonymes, voir Beaver.
 (septembre 2019).
Le Beaver Ponds Boardwalk est une promenade en planches américaine dans le comté de Larimer, au Colorado. Elle est située au sein du parc national de Rocky Mountain, où elle mène de la Trail Ridge Road à la Hidden Valley Creek.